# Paul Guttmann
Paul Guttmann (ur. 9 września 1834 w Raciborzu, zm. 24 maja 1893 w Berlinie) – niemiecki fizjolog i patolog. 

## Życiorys
Urodził się w Raciborzu w rodzinie żydowskiej. Studiował medycynę na Uniwersytecie Fryderyka Wilhelma w Berlinie, Uniwersytecie Juliusza i Maksymiliana w Würzburgu oraz Uniwersytecie Wiedeńskim; tytuł doktora medycyny otrzymał w 1858. Od 1859 praktykował w Berlinie. Był asystentem u Griesingera i Meyera, a także u Traubego, który wpłynął na kierunek jego kariery naukowej. Od 1867 był privatdozentem na Uniwersytecie Fryderyka Wilhelma. Uczniami i asystentami Guttmanna byli, między innymi, Hugo Neumann i Hermann Frank. W 1879 został dyrektorem miejskiego szpitala Moabit. Od 1885 do 1893 był wydawcą „Journal für Praktische Aerzte”. Zmarł 24 maja 1893 w Berlinie.

## Dorobek naukowy
Razem z Albertem Eulenburgiem zajmował się układem współczulnym. W 1877 roku obaj uczeni zostali uhonorowani nagrodą Astleya Coopera, jednak później z powodu podwójnego autorstwa nagrodzonej monografii wyróżnienie odebrano. Współpracował też z Paulem Ehrlichem, prowadząc badania nad gruźlicą i malarią.
Napisał ceniony podręcznik diagnostyki medycznej, przetłumaczony na sześć języków i wielokrotnie wznawiany. Badał sposób działania leków przeciwgorączkowych, opisał tzw. objaw Guttmanna – słyszalny szmer nad tętnicami szyjnymi w nadczynności tarczycy. Odegrał istotną rolę w zwalczaniu epidemii cholery w Berlinie. 

### Wybrane prace
Monografie i podręczniki
- Albert Eulenburg, Paul Guttmann: Die Pathologie des Sympathicus auf physiologischer Grundlage. Berlin, 1873
- Lehrbuch der klinischen Untersuchungs-methoden fur die Brust- und Unterleibs-organe mit Einschluss der Laryngoskopie. Verlag von August Hirschwald, Berlin 1872 
  - Vierte, vielbach verbesserte und vermehrte Auflage. Verlag von August Hirschwald, Berlin 1881
  - Fünfte, vielbach verbesserte und vermehrte Auflage. Verlag von August Hirschwald, Berlin 1884
  - Achte, vielbach verbesserte und vermehrte Auflage. Verlag von August Hirschwald, Berlin 1892
  - A Handbook of physical diagnosis: comprising the throat, thorax, and abdomen tłum. ang. Alex Napier. New York, W. Wood, 1879, 1880
  - Dra Pawła Guttmanna nauka sposobów klinicznego badania narządów piersiowych i brzusznych razem z laryngoskopiją. Przekł. dokonany przez Jana Filewicza, Eugenijusza Neumanna i Bolesława Skórczewskiego pod kier. Aleksandra Kremera i St. Pareńskiego. Warszawa : Drukiem Józefa Ungra, 1877.

Artykuły
- Ueber die physiologische Wirkung der Kali-und Natronsalze mit Rücksicht auf die Untersuchungen des Herrn Dr. Podcopaew in Petersburg. Virchows Archiv 35, 3 (1866)
- Ein Beitrag zur Physiologie und Pathologie der Respiration. Virchows Archiv 39, 1 (1867)
- Albert Eulenburg, Paul Guttmann. Ueber die physiologische Wirkung des Bromkalium. Virchows Archiv 41, 1-2 (1867)
- Ueber einseitige Gesichts-Atrophie durch den Einfluss trophischer Nerven. Archiv für Psychiatrie und Nervenkrankheiten 1, 1 (1868)
- Casuistik. Zur Aetiologie des Tetanus. Archiv für Psychiatrie und Nervenkrankheiten 1, 3 (1868)
- Ueber den gespaltenen diastolischen Herzton bei der Stenose des Ostium atrio-ventriculare sinistrum. Virchows Archiv 46, 1 (1869)
- Ueber die Entstehung des ersten Herztons. Virchows Archiv 46, 2 (1869)
- Zur Kenntniss der Vagus-Lähmung beim Menschen. Virchows Archiv 59, 1 (1874)
- Zur Lehre vom Herzstoss. Virchows Archiv 65, 4 (1875)
- Ein Fall von saltatorischem Reflexkrampf. Archiv für Psychiatrie und Nervenkrankheiten 6, 2 (1876)
- Ueber die Wirkung einiger Säuren bei ihrer Injection in die Venen. Virchows Archiv 69, 3-4 (1877)
- Ueber die physiologische Wirkung des Wasserstoffsuperoxyds. Virchows Archiv 73, 1 (1878)
- Bromreaction des Inhalts von Acnepustelu nach langem Bromkaliumgebrauch in einem Falle von Agoraphobie. Virchows Archiv 74, 4 (grudzień 1878)
- Zur physiologischen Wirkung des Wasserstoffsuperoxyds. Zweite Abhandlung. Virchows Archiv 75, 2 (1879)
- Historische Mittheilung zur Lehre von der Ursache des Herzstosses. Virchows Archiv 76, 3 (1879)
- Zur Histologie des Blutes bei Febris recurrens. Virchows Archiv 80, 1 (1880)
- Ueber zwei Fälle von congenitalem Mangel der rechten Niere, complicirt mit Anomalien der Genitalorgane. Virchows Archiv 92, 1 (1883)
- Bakteriologische Untersuchung des Inhaltes der Pockenpusteln. Virchows Archiv 106, 2 (1886)
- Mikroorganismen im Inhalt der Varicellen. Virchows Archiv 107, 2 (1887)
- Zur Kenntniss der Mikroorganismen im Inhalt der Pockenpusteln. Virchows Archiv 108, 2 (1887)
- Paul Guttmann, H. Merke. Ueber Desinfection von Wohnungen. Virchows Archiv 107, 3 (1887)
- Ueber eine Reflexwirkung auf die Athmung bei Reizng der Corneaäste des Trigeminus. Virchows Archiv 113, 2 (1888)
- Ehrlich P, Guttmann P. Die Wirksamkeit to kleiner Tuberkulindosen they gegen Lungenschwindsucht. Deutsche Medizinische Wochenschrift 16, 793-795 (1890)
- Ueber die Wirkung des Methylenblau bei Malaria. Berliner klinische Wochenschrift 28, 953-956 (1891)